# Canton de Thonon-les-Bains-Ouest
Le canton de Thonon-les-Bains-Ouest est un ancien canton français, situé dans le département de la Haute-Savoie. Le chef-lieu de canton se trouvait à Thonon-les-Bains. Il disparait lors du redécoupage cantonal de 2014 et les communes rejoignent les nouveaux cantons de Thonon-les-Bains ou de  Sciez.

## Présentation
Le canton était composé de :
- la portion du territoire de la commune de Thonon-les-Bains située à l'ouest d'une ligne définie par l'axe des voies ci-après : route départementale 902 à partir du pont sur la Dranse, avenue de la Dranse, avenue des Vallées, boulevard Georges-Andrier, place des Arts, rue des Arts, rue Vallon, chemin de Sous-Bassus, avenue du Général-Leclerc et par une ligne reliant cette dernière avenue entre son intersection avec la rue de Naples et la jetée ouest sur le lac Léman,
- 8 communes entières : Allinges, Anthy-sur-Léman, Cervens, Draillant, Margencel, Orcier, Perrignier et Sciez.

## Histoire
Le canton a été créé par le décret du 26 février 1997 en scindant le canton de Thonon-les-Bains en deux nouveaux : Est et Ouest. Cette modification a pris effet lors des élections cantonales de mars 1998.

## Représentation
| Période   | Période                  | Identité           | Étiquette    | Qualité                                                                                                   |
| --------- | ------------------------ | ------------------ | ------------ | --- |
| mars 1988 | juillet 1998 (démission) | Jean Denais        | UDF          | Maire de Thonon-les-Bains depuis 1995 Ancien conseiller général du Canton de Thonon-les-Bains (1995-1998) |
| 1998      | 2004                     | Bernard Néplaz     | PCF          | Instituteur Maire de Sciez (1989-2003)                                                                    |
| 2004      | 2011                     | Jean Denais        | UDF puis DVD | Maire de Thonon-les-Bains (1995-2020) Vice-président du Conseil général                                   |
| 2011      | 2015                     | Georges Constantin | PS           | Conseil en organisation et gestion Conseiller municipal de Thonon-les-Bains                               |

## Démographie
| 1999   | 2006   | 2011   | 2012   |
| ------ | ------ | ------ | ------ |
| 31 170 | 34 263 | 37 926 | 38 510 |